# Colpi di coda
Colpi di coda è un romanzo dello scrittore genovese Bruno Morchio. Fa parte delle inchieste dell'investigatore privato Bacci Pagano, in ordine di uscita è il settimo romanzo della serie.

## Trama
Bacci Pagano si trova coinvolto in un caso che esula dalle sue normali attività di investigatore privato quando un anziano imam gli affida l'incarico di discolpare un giovane egiziano dall'accusa di terrorismo. Bashir era l'unico sopravvissuto alla strage nella quale erano stati uccisi quattro suoi correligionari imbarcati su una nave carica di armi ed attraccata per un'avaria a Genova.
L'aiuto di un anziano giornalista d'assalto, l'irlandese Rodney O'Flaherty, si rivela fondamentale così come l'amicizia con il commissario Totò Pertusiello.

## Personaggi
- Bacci Pagano, investigatore privato
- Bashir, giovane portuale egiziano
- Rodney O'Flaherty, giornalista irlandese
- Totò Pertusiello, commissario di polizia

## Edizioni
- Rossoamaro, Milano, Garzanti, 2010,  p. 482, ISBN 978-88-1168-653-8.